# Kay Kay Menon
Pour les articles homonymes, voir Menon (homonymie).
Kay Kay Menon, né au Kerala (Inde) le 2 octobre 1966, est un acteur indien qui travaille à Bollywood.
Il est surtout connu pour ses rôles de Dukey Bana dans Gulaal, du brigadier Pratap dans Shaurya, de Rakesh Maria dans Black Friday, de Suresh dans Mumbai Meri Jaan, du fils aîné de Vishnu dans Sarkar et de Khurram Meer dans le film Haider, pour lequel il remporte le Filmfare Award du meilleur acteur dans un second rôle.

## Filmographie partielle

### Au cinéma
- 1995 : Naseem : Religious Fundamentalist
- 1999 : Bhopal Express : Verma
- 2002 : Kali Salwaar
- 2002 : Chhal : Karan Menon
- 2003 : Paanch : Luke
- 2003 : Hazaaron Khwaishein Aisi : Siddharth Tyabji
- 2004 : Deewaar: Let's Bring Our Heroes Home : Sohail
- 2004 : Black Friday : DCP Rakesh Maria
- 2005 : Silsiilay : Anwar
- 2005 : Sarkar : Vishnu Nagre
- 2005 : Dansh : Mathew
- 2005 : Main, Meri Patni... Aur Woh! : Aakash
- 2005 : Ek Khiladi Ek Haseena : Kaif
- 2006 : Corporate : Ritesh Sahani
- 2006 : Shoonya : Mahendra Naik
- 2007 : Highway 203 : Writer
- 2007 : Honeymoon Travels Pvt. Ltd. : Partho
- 2007 : Life in a Metro : Ranjeet Kapoor
- 2007 : Go : Nagesh Rao
- 2007 : Strangers : Sanjeev Rai
- 2008 : Shaurya: It Takes Courage to Make Right... Right : Brigadier Rudra Pratap Singh
- 2008 : Sirf....: Life Looks Greener on the Other Side : Gaurav Bhojwani
- 2008 : Via Darjeeling : Ankur Sharma
- 2008 : Maan Gaye Mughall-E-Azam : Haldi Hassan
- 2008 : Mumbai Meri Jaan : Suresh
- 2008 : Drona : Riz Raizada
- 2009 : The Stoneman Murders : S.I. Sanjay Shellar
- 2009 : Gulaal : Dukey Bana
- 2009 : Sankat City : Guru
- 2009 : Aagey Se Right : Balma 'Janu' Rashidul Khairi
- 2009 : Tera Kya Hoga Johnny : Inspector Shashikant Chiple
- 2010 : Hook Ya Crook
- 2010 : Lafangey Parindey : Anna
- 2010 : Benny and Babloo : Benny Kutty
- 2010 : Shahrukh Bola 'Khoobsurat Hai Tu'... And She Believed in It : Laali's brother
- 2011 : Satrangee Parachute : Rhino
- 2011 : Bhindi Baazaar : Shroff
- 2011 : Bheja Fry 2 : Ajit Talwar
- 2012 : Chaalis Chauraasi : Pinto
- 2012 : Life Ki Toh Lag Gayi : Salman
- 2012 : Shahid : War saab
- 2013 : ABCD : Tout le monde peut danser : Jahangir Khan
- 2013 : Udhayam NH4 : Manoj Menon
- 2013 : Ankur Arora Murder Case
- 2013 : Enemmy : Naeem Shaikh
- 2013 : Bull BulBul Bandook : Kadak Singh
- 2014 : Raja Natwarlal : Varda Yadav
- 2014 : Haider de Vishal Bhardwaj : Khurram Meer
- 2015 : Baby : Bilal Khan
- 2015 : Rahasya : Sunil Paraskar
- 2015 : Bombay Velvet
- 2015 : Sann Pachhattar (en post-production) : Govind

### À la télévision
- 2021 : Signé Satyajit Ray : d'Indrashish Shah
- 2023 : The Railway Men : Les héros de Bhopal : Iftekaar Siddiqui